# 座頭市物語 (テレビドラマ)
『座頭市物語』（ざとういちものがたり）は、フジテレビでは1974年10月3日から1975年4月17日まで、毎週木曜 20:00 - 20:55 （日本標準時）に放送されていたテレビ時代劇である。全26話。
『座頭市』初のテレビドラマ化作品で、フジテレビ開局15周年記念番組として製作された。

## 出演
勝新太郎

## スタッフ
- 原作：子母澤寛
- 企画：久保寺生朗、角谷優
- プロデューサー：西岡弘善、真田正典
- 音楽：冨田勲
- 製作：勝プロダクション

## 主題歌
「おてんとさん」
作詞：阿里あさみ / 作曲：冨田勲 / 歌：勝新太郎

## 放送日程
| 話数 | 放送日         | サブタイトル           | 脚本              | 監督     | ゲスト出演者 |
| ---- | -------------- | ---------------------- | ----------------- | -------- | --- |
| 1    | 1974年 10月3日 | のるかそるかの正念場   | 高岩肇            | 森一生   | 津川雅彦、土田早苗、堺左千夫、上田忠好、中井啓輔、園田裕久、根岸一正、寺田誠、寺島雄作、柳原久仁夫、北原将光、渡辺満男、三木昭八郎、中村翫右衛門                                |
| 2    | 10月10日       | 子守唄に咲いた女郎花   | 直居欽哉          | 黒田義之 | 江原真二郎、小松方正、今井健二、坂上忍(子役)、中村是好、小鹿番、小柳圭子、畠山麦、南部彰三、北野拓也、暁新太郎、藤川準、中村玉緒                                                |
| 3    | 10月17日       | 祥月命日いのちの鐘     | 高橋二三          | 勝新太郎 | 北大路欣也、今出川西紀、外崎恵美子、青山良彦、江幡高志、チャンバラトリオ、遠藤征慈、阿波地大輔、藤沢薫                                                                          |
| 4    | 10月24日       | 縛られ観音ゆきずり旅   | 浅井昭三郎        | 三隅研次 | 太地喜和子、和田浩治、峰岸龍之介、藤原釜足、須賀不二男、小田部通麿、草野大悟、山本一郎                                                                                          |
| 5    | 10月31日       | 情知らずが情に泣いた   | 池田一朗          | 安田公義 | 黒沢年男、常田富士男、市毛良枝、富田仲次郎、松山照夫、岡本健（子役）、荒牧啓子、横井時雄、山岡鋭二郎、浜田雄史、有川正治、重久剛、沖時男、石原須磨男                            |
| 6    | 11月7日        | どしゃぶり             | 星川清司          | 田中徳三 | 朝丘雪路、笑福亭仁鶴（特別出演）、成田三樹夫、長谷川明男、藤岡重慶、石井富子、長谷川弘、北見唯一、森章二、笹吾朗、三木みち、石原須磨男、奄美良平、神田紘司、平田澄子、松岡信江  |
| 7    | 11月14日       | 市に鳥がとまった       | 池田一朗          | 田中徳三 | 酒井修、山本麟一、名和宏、城所英夫、志乃原良子、小林加奈枝、浜田雄史、美樹博、苅谷俊介、森正親、石原裕次郎                                                                      |
| 8    | 11月21日       | 忘れじの花             | 奥村利夫 東條正年 | 勝新太郎 | 十朱幸代、山城新伍、高木均、武智豊子、千波丈太郎、鈴木康弘、伊吹新吾、堀北幸夫、花岡秀樹、芝田総二                                                                              |
| 9    | 11月28日       | 二人座頭市             | 高橋二三          | 勝新太郎 | 植木等、浜木綿子、遠藤太津朗、宮口二郎、国一太郎、高木峰子、朝永桐子 |
| 10   | 12月5日        | やぐら太鼓が風に哭いた | 直居欽哉          | 田中徳三 | 中村光輝、神山繁、中谷一郎、中丸忠雄、弓恵子、奈良富士子、山本清、小美野欣士、佐藤和男、武見和士朗、田中淳一、田子ノ浦親方（特別出演） ※クレジットは「田子の浦親方」            |
| 11   | 12月12日       | 木曽路のつむじ風       | 浅井昭三郎        | 黒田義之 | 本郷功次郎、杉田景子、石橋蓮司、浜田晃、井上博一、矢野宣、本田竜彦、峰村銀、西田良、木村功、香月京子（クレジット無）                                                            |
| 12   | 12月26日       | やわ肌仁義             | 高岩肇            | 倉田準二 | 上月晃、春川ますみ、井上昭文、三上真一郎、佐山俊二、蟹江敬三、古川ロック、暁新太郎、藤春保、山村嵯都子、藤川準                                                                  |
| 13   | 1975年 1月9日  | 潮風に舞った千両くじ   | 直居欽哉 原田順夫 | 井上昭   | 原田芳雄、赤座美代子、武原英子、小池朝雄、浜田寅彦、立原博、※柳家かゑる、立川談プ、沖田駿一、阿藤海、寺島雄作、沖時男、杉山光宏、坂下光一郎、菊野昌代士 ※クレジットは柳家かえる |
| 14   | 1月16日        | 赤ン坊喧嘩旅           | 奥村利夫          | 勝新太郎 | 大谷直子、中山仁、岸田森、成瀬昌彦、原田清人、横山あきお、長沢大、志賀勝、遠山欽、香川明子、浅若芳太郎、前川哲男、中寛三、山岡鋭二郎、近江輝子、宮下有三、鈴木朗、伊東辰夫      |
| 15   | 1月23日        | めんない鴉の祭り唄     | 直居欽哉 原田順夫 | 森一生   | 松坂慶子、浜畑賢吉、西村晃、下條アトム、富川澈夫、深江章喜、田島和子、鈴木政晴（子役）、早川純一、内田勝正、道井恵美子、椎谷建治、大和田進                                      |
| 16   | 1月30日        | 赤城おろし             | 直居欽哉 原田順夫 | 勝新太郎 | 梅宮辰夫、池玲子、清水将夫、袋正、奈三恭子、吉田柳児、宮本曠二郎、宮島誠、御影伸介、南郷成吉、細川智、菊地健一、笠原明、大村一郎、高柳真一郎、田中一美、辰巳柳太郎              |
| 17   | 2月6日         | 花嫁峠に夕陽は燃えた   | 山田隆之          | 森一生   | 紀比呂子、浜田光夫、郷鍈治、北沢彪、穂高稔、小林勝彦、浅香春彦、水上保広、日高久、吉田晴一、橋本尚友、木下サヨ子、早見栄子、太田優子、井川比佐志                                |
| 18   | 2月13日        | すっとび道中           | 池田一朗          | 黒田義之 | 中村賀津雄、横山リエ、土方弘、樋浦勉、南裕輔、海原千里・万里、田村正男、角間進、福本潤、三木昭八郎、吉岡靖彦、細井伸吾                                                          |
| 19   | 2月20日        | 故郷に虹を見た         | 池田一朗 東條正年 | 井上昭   | 藤田まこと、真野響子、河原崎建三、浜村純、織本順吉、長谷川弘、遠山欽、日高久、重久剛、美樹博、道井和仁                                                                          |
| 20   | 2月27日        | 女親分と狼たち         | 高橋二三          | 森一生   | 佐藤慶、山本圭、三浦真弓、山下洵一郎、石山雄大、伊吹新吾、千代田進一、浜中修一、ミヤコ蝶々                                                                                      |
| 21   | 3月6日         | 湖に咲いたこぼれ花     | 高橋二三 中村努   | 井上昭   | 小川知子、津山登志子、田武謙三、成瀬昌彦、根岸一正、来路史圃、大鹿伸一、滝譲二、三笠敬子、林与一                                                                                |
| 22   | 3月13日        | 父と子の詩             | 高橋二三 宮嶋八成 | 黒田義之 | 田中邦衛、原田あけみ、高沢順子、稲葉義男、菅貫太郎、山下雄大（子役）、山本清、暁新太郎、花岡秀樹、田村高廣                                                                      |
| 23   | 3月20日        | 心中あいや節           | 星田正郎          | 勝新太郎 | 浅丘ルリ子、吉沢京子、松平健（新人）、石橋蓮司、加藤嘉、八木昌子、野村けい子、八戸富雄、田村三輪子、大杉潤、美樹博                                                              |
| 24   | 3月27日        | 信濃路に春は近い       | 犬塚稔 内海一晃   | 安田公義 | 香野百合子、新橋耐子、芦屋雁之助、近藤洋介、和崎俊哉、小笠原良知、藤森達雄、陶隆、鈴木俊介、下元年世、藤川準                                                                    |
| 25   | 4月3日         | 渡世人                 | 内海一晃          | 黒田義之 | 近藤正臣、真木洋子、新克利、渡辺文雄、今井健二、成瀬正孝、平沢彰 |
| 26   | 4月17日        | ひとり旅               | 直居欽哉          | 三隅研次 | 竹脇無我、由美かおる、中尾彬、南祐輔、北見治一、轟謙二、神山寛、影山丈二、神ひろし、佐藤和男、丘路千、武見和士朗、中村鴈治郎                                                    |

## 前後番組
| フジテレビ系列 木曜20:00枠                   | フジテレビ系列 木曜20:00枠                   | フジテレビ系列 木曜20:00枠                |
| 前番組                                       | 番組名                                       | 次番組                                    |
| -------------------------------------------- | -------------------------------------------- | ----------------------------------------- |
| 木曜大特集 （1974年4月18日 - 1974年9月19日） | 座頭市物語 （1974年10月3日 - 1975年4月17日） | 猿の惑星 （1975年5月1日 - 1975年9月18日） |